# Pyhäjärvi (Kitee)
Pyhäjärvi (rusky Святозеро) je jezero v provinciích Severní a Jižní Karélie na jihovýchodě Finska a částečně na území Karelské republiky v Rusku. Má rozlohu 248 km², z čehož náleží 207 km² Finsku a 41 km² Rusku (jiný zdroj uvádí celkovou rozlohu 255 km²). Dosahuje maximální hloubky 27 m, přičemž v ruské části je maximální hloubka 20 m (jiný zdroj uvádí maximum 32 m). Leží v nadmořské výšce 79,6 m.

## Pobřeží
Pobřeží je velmi členité s množstvím zálivů a mysů. Ostrovů je na jezeře 400, přičemž největší z nich jsou Suitsansaari (14,00 km²) a Sarvisalo (13,56 km²).

## Vodní režim
Jezero náleží k povodí řeky Vuoksy resp. jezera Saimaa. Zamrzá v listopadu a rozmrzá v dubnu až květnu.

## Využití
Je na něm rozvinutá místní vodní doprava.